# Tephritis mesopotamica
Tephritis mesopotamica är en tvåvingeart som beskrevs av Valery Korneyev och Dirlbek 2000. Tephritis mesopotamica ingår i släktet Tephritis och familjen borrflugor.
Artens utbredningsområde är Irak. Inga underarter finns listade i Catalogue of Life.